# 외교협회
미국 외교협회(美國 外交協會, 영어: Council on Foreign Relations, CFR)는 미국의 외교 정책과 국제 관계를 다루는 싱크탱크이다. 1921년 설립되었으며 501(c)(3) 독립 비영리 단체이다. 뉴욕시에 본부가 있으며 워싱턴 D.C.에 사무소가 설치되어 있다. 전직 정치인, 국무장관, CIA 국장, 은행가와 법률가, 교수, 기업가와 언론인들을 회원으로 하고 있다.
1922년부터 격월간지인 《포린 어페어스》(Foreign Affairs)를 발행하고 있으며 데이비드 록펠러 연구 프로그램(David Rockefeller Studies Program)을 통해 행정가와 외교관을 추천하고 미국 의회 증언이나 외교 정책 문제 연구를 진행하고 있다. 현재 회장은 마이클 프로먼(Michael Froman)이다.

## 역사
1921년 설립되었다. 뉴욕시에 본부가 있고, 워싱턴 DC에 사무소가 있다. 10여명의 전직 미국 국무장관들을 포함해 4900명이 회원이다. 1905년 시어도어 루스벨트 정부의 국무장관을 지냈고, 1912년 노벨평화상을 수상한 엘리후 루트가 초대 외교협회 회장이 되었다. 존 록펠러 명예의장을 필두로 미국 내에서 영향력이 높은 기업인, 금융인, 법조인, 외교전문가 등으로 구성되어 있다.
2008년 12월 26일, 카네기국제평화기금이 출판하는 포린 폴리시는 전 세계 최고의 싱크탱크 순위를 발표했다. 1위 브루킹스 연구소, 2위 외교협회(CFR), 3위 카네기 국제평화재단, 4위 랜드연구소, 5위 헤리티지재단을 선정했고, 미국 이외의 싱크탱크로는, 영국의 채텀 하우스, 국제전략문제연구소(IISS), 스웨덴의 스톡홀름국제평화연구소(SIPRI), 중국의 중국사회과학원이 최고로 선정되었다.

## 발간물
CFR이 발간하는 격월지 포린 어페어스는 국제외교가에서 매우 유명한 잡지이다. 카네기국제평화기금의 격월간 포린 폴리시는 포린 어페어스와 함께 국제 문제 전문지의 양대 산맥으로 불리고 있다. 포린 어페어스가 미국의 기득권층을 대변하는 반면, 포린 폴리시는 상대적으로 진보적이라는 평가를 받고 있다.
2011년 8월 28일, 박근혜 전 한나라당 대표가 미국의 외교전문지 포린 어페어스(Foreign Affairs) 9·10월호에 ‘새로운 유형의 한국: 남북한 신뢰 구축(A New Kind of Korea: Building Trust Between Seoul and Pyongyang)’이라는 제목의 기고문을 발표했다.

## 제1차 세계 대전
CFR은 미국의 '그림자 국무부'라는 별명이 붙은 외교 싱크탱크다. 제1차 세계 대전이 끝난 1921년 세워져 제2차 세계 대전을 기점으로 미국 대외 정책에 영향력을 행사해온 단체다.

## 제2차 세계 대전
미국이 제2차 세계 대전에 참전한 주된 목적은 자유와 민주주의의 수호가 아니었다. 세계를 미국 주도의 단일한 자본주의 체제로 만들기 위한 것이었다. 미국 금융과 제조업 및 농업의 해외 진출이 주된 목적이었다. 이러한 미국의 전쟁 목표는 미국 정부가 수립한 것이 아니었다. 미국의 금융가, 대기업가, 그리고 이들을 위해 복무하는 국제 변호사와 학계 인물들로 구성된 외교협회(Council on Foreign Relations, CFR)라는 민간 조직이었다. CFR은 제2차 세계 대전 당시 '전쟁과 평화 연구(The War and Peace Studies)'라는 대규모 연구 프로젝트를 통해 2차 대전 후 세계 정치경제 질서의 밑그림을 만들어냈다. 2차 대전 이후 세계는 대체로 이 밑그림에 따라 재구성 되었다.

## 같이 보기
- 포린 어페어스